# Royal Melbourne Golf Club
Royal Melbourne Golf Club ist ein Golfclub in Black Rock, im Umland von Melbourne, Australien mit zwei Golfplätzen. Der Golfclub war Gastgeber von verschiedenen internationalen Turnieren, wie den Canada Cup von 1959 und den World Cup von 1970. Außerdem wurde der Platz von 1998 von der PGA Tour als erster Platz für den Presidents Cup außerhalb der USA ausgewählt. Der Presidents Cup 1998, 2011 und 2019 wurden im Royal Melbourne Golf Club gespielt. Im Februar 2012 wurde das Australian Open der Damen in Black Rock veranstaltet.

## Geschichte
Der Golfclub wurde 1891 durch Sir James McBain als Gründungspräsident und John Munro Bruce (Vater vom späteren Premierminister Stanley Melbourne Bruce) als Gründungskapitän gegründet. Das Präfix Royal wurde erst 1895 vergeben.
Mitte der 1920er Jahre musste der Golfclub aufgrund der Städtebaulichen Erweiterung auf das heutige Gelände in Black Rock umziehen. Der Royal Melbourne Golf Club verfügt über zwei Golfplätze – den West-Kurs und den Ost-Kurs. Das Design des West-Kurses stammt von Alister MacKenzie, das des Ost-Kurses von Alex Russell. Dieser wurde 1932 ein Jahr nach dem West-Kurs fertiggestellt.

## Charakteristik
Eine Kombination von 18 Löcher der beiden Kurse machen den 'Composite' Kurs aus, also den Meisterschaftsplatz für die internationalen Turniere. Je nach Turnier wird eine andere Kombination verwendet. Insgesamt wurden bisher 21 der insgesamt 36 Löcher für einen 'Composite' Kurs genutzt.